# Джей Александр
Александр Дженкинс (англ. Alexander Jenkins; род. 12 апреля 1958, Бронкс, Нью-Йорк), больше известен как Джей Александр (англ. J. Alexander) или Мисс Джей (англ. Miss J) — американский ранвей-коуч, модель, известен благодаря своему участию в шоу «Топ-модель по-американски» в качестве тренера подиума и судьи.

## Биография
Александр родился в Южном Бронксе, Нью-Йорк, в семье Джулиуса и Мэри Дженкинс. В подростковом возрасте он увлёкся моделингом, встретив президента Elite Model Management, Моник Пиллард. Сама Пиллард была настолько впечатлена его внешним видом, что она приняла его в своё агентство. Джей принимал участие в показах дизайнера Жан-Поля Готье в Нью-Йорке. Александр познакомился с Тайрой Бэнкс на одном из показов, даже давал ей уроки ходьбы по подиуму. Бэнкс придумала для него титул «Королева подиума».

## Карьера
Карьера Александра в качестве ранвей-коуча началась случайно, он учил моделей походке прямо за кулисами шоу. Большую известность ему принесла работа с  Наоми Кэмпбелл и Киморой Ли Симмонс. Он также работал с Надей Ауэрманн, Клаудией Мейсон и Юлией Штегнер.
После работы моделью в Токио, он в конечном итоге решил поселиться в Париже и с 1991 года помогает с кастингом и коучингом моделей для известных дизайнеров и домов моды, таких как Эрве Леже, Ларс Нильссон, Билл Бласс, Валентино, Джон Гальяно, Шанель, Александр Маккуин и Нина Риччи.
Александр путешествует по всему миру для проведения благотворительных мероприятий, мастер-классов и конкурсов моделей.

### «Топ-модель по-американски»
Александр появлялся в каждом сезоне реалити-шоу «Топ-модель по-американски» в качестве ранвей-коуча. Он стал судьей, начиная с 5 сезона. С 14 сезона он был заменён на этом посту Андре Леоном Телли. При этом Александр остался в качестве тренера подиума шоу и появился во многих международных версиях шоу, в том числе и в российской.
Прозвище Мисс Джей пришло к нему в первом сезоне, благодаря участнице Робин Мэннинг, которая путала его с Джеем Мануэлем, однажды она назвала его Мисс Джей, поскольку для ранвея он всегда надевал платья или юбки. С тех пор Джея Александра все называют Мисс Джей, а Джея Мануэля соответственно Мистер Джей.
20 апреля 2012 года Александр покинул «Топ-модель по-американски» после 18 сезонов из-за падения рейтингов шоу. Александр был уволен вместе с Найджелом Баркером и Мануэлем, хотя 14 февраля 2014 года было объявлено, что он вернется в судейскую коллегию на 21 сезон цикл после увольнения Роба Эванса.

## Награды и номинации
| Год  | Награда            | Категория         | Результат |
| ---- | ------------------ | ----------------- | --------- |
| 2009 | Teen Choice Awards | Choice Fab-u-lous | Победа    |